# Canthylidia bipartita
Canthylidia bipartita là một loài bướm đêm trong họ Noctuidae.